# 28364 Bruceelmegreen
28364 Bruceelmegreen este o planetă minoră (asteroid), cu un diametru de 4,785 km, din centura de asteroizi. A fost descoperită pe 7 aprilie 1999 la Stația Anderson Mesa de Lowell Observatory Near-Earth-Object Search și a fost numită după Bruce Elmegreen⁠(d). 
Obiectul prezintă o orbită caracterizată de o semiaxă mare de 2,944629 UAi, o excentricitate de 0,18, o înclinație de 12,04525 ° în raport cu ecliptica.